# Земская почта Верхотурского уезда
Зе́мская по́чта Верхоту́рского уе́зда — земская почта, организованная земской управой Верхотурского уезда Пермской губернии. Существовала с 1873 года по 1911 год. В уезде выпускались собственные земские марки.

## История почты
Верхотурская уездная земская почта была открыта 1 января 1873 года. Пересылка частных и служебных почтовых отправлений была бесплатной. Отправка почтовых отправлений осуществлялась из уездного центра (город Верхотурск) в волостные правления по Алапаевскому, Зауральскому и Салдинскому трактам один раз в неделю.
С 1 января 1881 года пересылка денежных и заказных писем, а также посылок стала платной, а с 1 января 1889 года были введены земские почтовые марки номиналом 2 и 10 копеек.
Земская почта Верхотурского уезда была закрыта в 1911 году..

## Выпуски марок
Введённые с 1 января 1889 года земские марки Верхотурского уезда имели номинал 2 и 10 копеек. С 1893 года на них было размещено изображение губернского и уездного гербов.

## Гашение марок
Гашение марок осуществлялось чернилами (перечеркиванием), а также штемпелями овальной формы.